# Oostknollendam
Oostknollendam (soms geschreven als Oost-Knollendam) is een dorp in de gemeente Wormerland in de provincie Noord-Holland, met 575 inwoners (1 januari 2023). Het dorp, dat dateert uit 1434, was lange tijd nauw verbonden met het nabijgelegen Westknollendam.

## Geschiedenis
In de 14e eeuw lag hier door het smalle deel van de Zaan een dam, waar in een sluis werd gelegd in 1374. In 1560 kwam er nog een sluis in, maar omstreeks 1632 werd de gehele dam opgeruimd. Dit verdeelde Knollendam voortaan in Westknollendam - met voornamelijk een doopsgezinde kerkgemeente - en Oostknollendam, met een hervormde kerkgemeente. In 1840 telde Knollendam 293 inwoners. In 1870 waren dat er 393. Een voetveer hield de verbinding tussen het oostelijk en westelijk deel lange tijd in stand. De gemeentelijke herindeling van 1991 verdeelde het dorp voorgoed.

## Geboren
- Claes Mathijsz van Knollendam (onbekend - 1534), doopsgezinde, vanwege zijn geloof ter dood veroordeeld op 10 april 1534 te Den Haag.
- Jan Vel (1877-1968), violist
- Henk Sprenger (1919-2005), schrijver en tekenaar van stripverhalen
- Martin Bosma (1964), politicus en auteur
- Jip van den Bos (1996), wielrenster
- Nordin Bakker (1997), voetbaldoelman

## Sportvereniging
VV Knollendam is de voetbalvereniging van het dorp.